# جوزيف هودجز تشووت
جوزيف هودجز تشووت (بالإنجليزية: Joseph Hodges Choate)‏ هو محامي ودبلوماسي وكاتب أمريكي، ولد في 24 يناير 1832 في سالم في الولايات المتحدة، وتوفي في 14 مايو 1917 في نيويورك في الولايات المتحدة.

## وصلات خارجية
- جوزيف هودجز تشووت على موقع إن إن دي بي (الإنجليزية)